# Too Much Johnson
Too Much Johnson ist eine US-amerikanische Filmkomödie aus dem Jahr 1938. Der unter der Regie von Orson Welles entstandene Stummfilm soll
im Zusammenhang mit seiner Bühnenadaption des William-Gillette-Stücks für das Mercury Theatre gedreht worden sein. Angedacht waren demnach drei Kurzfilme, die jeweils als Prologe vor jedem Akt gezeigt werden sollten. Die Hauptrolle übernahm Joseph Cotten, mehrere Mitglieder des Mercury Theaters traten ebenfalls auf. Das Theaterstück feierte am 16. August 1938 Premiere – allerdings ohne den Film. Lange Zeit galt Too Much Johnson als verschollen; erst 2008 wurde eine Kopie des Films in einem Lagerhaus in Pordenone, Italien, entdeckt. Nach einer Restaurierung wurde er am 9. Oktober 2013 beim Pordenone Silent Film Festival uraufgeführt.

## Handlung
Der Anwalt Augustus Billings hat eine Affäre mit der verheirateten Clairette Dathis, doch ihr Ehemann Leon erfährt von der Sache. Augustus flieht nach Kuba, doch Leon Dathis ist ihm dicht auf den Fersen.

## Produktion und Dreharbeiten
Die Dreharbeiten dauerten etwa zehn Tage, was zu einer Filmlänge von etwa 25.000 Fuß (7620 Meter) führte.
Orson Welles drehte diesen Film als Experiment zur Verwendung von Film als Teil einer Bühnenproduktion. Der Film wurde damals allerdings nicht gezeigt, vermutlich da Paramount seit einigen Jahren die Filmrechte an dem Stück besaß.